# Il manuale del piccolo esploratore
Il manuale del piccolo esploratore  è un album del cantautore italiano Bruno Lauzi.

## Il disco
Il disco contiene quattro brani inediti (Piccolo angelo, La stella e il bambino, Mai prima di te e Accontentati del mio amore) e nove rifacimenti di vecchie canzoni, riarrangiate da Raniero Gaspari, che arrangia anche gli inediti (tranne Accontentati del mio amore, arrangiato da Lauro Ferrarini).
Il tecnico del suono è Paolo Lovat, e l'assistente Michele Tezza.

## Tracce
Testi di Luca Liguori- Bruno Lauzi, musiche di Luca Liguori.
1. Piccolo angelo – 4:02 (testo: Bruno Lauzi – musica: Franco Fasano; edizioni musicali Pincopallo/Fucsia)
2. Il poeta – 2:47 (Bruno Lauzi; edizioni musicali Universal)
3. Ritornerai – 2:44 (Bruno Lauzi; edizioni musicali Universal)
4. Giovedì speciale – 3:28 (testo: Bruno Lauzi – musica: Tito Fontana; edizioni musicali Universal)
5. L'ufficio in riva al mare – 3:51 (Bruno Lauzi; edizioni musicali Universal)
6. Genova per noi – 3:26 (Paolo Conte; edizioni musicali Universal)
7. L'aquila – 4:10 (testo: Mogol – musica: Lucio Battisti; edizioni musicali Acqua Azzurra)
8. Sangue di chitarrista – 4:38 (testo: Bruno Lauzi – musica: Maurizio Fabrizio; edizioni musicali Pincopallo/Universal)
9. La stella e il bambino – 3:26 (testo: Bruno Lauzi – musica: Mario Balducci e Gabriele Balducci; edizioni musicali Pincopallo/Azzurra Music)
10. Mai prima di te – 3:44 (testo: Bruno Lauzi – musica: Deghi Rota; edizioni musicali Pincopallo/Azzurra Music)
11. La casa nel parco – 3:13 (Bruno Lauzi; edizioni musicali Universal)
12. Accontentati del mio amore – 3:21 (testo: Bruno Lauzi Luca Liguori – musica: Luca Liguori; edizioni musicali Pincopallo/Azzurra Music)
13. Onda su onda – 3:43 (Paolo Conte; edizioni musicali Universal)

Durata totale: 46:33

## Formazione
- Bruno Lauzi – voce
- Cesare Valbusa – batteria
- Anchise Bolchi – basso, violino, mandolino, steel guitar
- Gianluca Anselmi – chitarra acustica,  chitarra elettrica
- Lauro Ferrarini – chitarra acustica
- Roberto Ceruti – chitarra elettrica
- Raniero Gaspari – pianoforte, cori, tastiera
- Fabrizio Bosso – tromba, flicorno
- Antonio Canteri – armonica
- Lorenza Pollini – arpa
- Daria Toffali, Franco Fasano, Karin Mensah – cori
- Daniela Galuppini – voce (in Piccolo angelo)